# 수전 맥패든
수전 맥패든(Susan McFadden, 1983년 2월 8일 ~ )은 아일랜드의 가수, 배우이다. 2012년부터 아일랜드의 크로스오버 그룹 켈틱 우먼의 멤버로 활동 중이다.